# Вуясинович, Дада
Радислава «Дада» Вуясинович (серб. Радислава "Дада" Вујасиновић / Radislava "Dada" Vujasinović; 10 февраля 1964, Чаплина — 8 апреля 1994, Белград) — югославская сербская журналистка, редактор, военная корреспондентка, с 1990 по 1994 годы работавшая в журнале «Дуга».

## Биография

### Ранние годы
Родилась 10 февраля 1964 в Чаплине (СР Босния и Герцеговина). Окончила Белградский университет, философский факультет, кафедру югославской литературы и сербо-хорватского языка. С 1990 года стала членом редакции журнала «Дуга», а в 1993 году была назначена одним из главных редакторов журнала.

### Карьера журналистки
Освещала события войны в Югославии: с 1990 по 1991 годы сообщала о событиях на фронте в Славонии. В 1991 году после начала боёв в Сараево объявила о прекращении работы на фронте по морально-этическим соображениям, поскольку не могла писать «о том, как разрушают города и убивают детей». За исполненный журналистский долг она была награждена премией имени Светозара Марковича. С 1992 по 1994 годы Дада писала статьи на тему внутриполитической жизни Сербии.

### Тематика
Несколько её статей были посвящены криминальным авторитетам и политикам, которые имели связи с бандитами. В статьях Дада подвергала критике всех бывших преступников, переквалифицировавшихся в частные предприниматели, ушедших в политику или даже сражавшихся на фронте. Одним из объектов нападок Дады был Желько Ражнатович, чью идею о выдвижении в депутаты Скупщины Дада разбила в пух и прах, с сарказмом отмечая, что национальными героями в Сербии становятся в основном бандиты. Также Дада брала интервью у Милана Бабича, Радована Караджича и Воислава Шешеля, но самым запоминающимся в её карьере стало интервью с генералом Момчилом Перишичем, который после него был назначен главой Генерального штаба Югославской народной армии.

### Критика
Дада не воспринимала боевые действия в Югославии с романтической точки зрения, характерной для многих добровольцев, ушедших на фронт, за что стала объектом шантажа: ей угрожали по телефону и в письмах и даже подавали на неё в суд. Так, Борисав Йович подал в суд на Даду за то, что та якобы оклеветала его сына, объявив его главным клиентом банка «Карич» в Москве; Желько Ражнатович же запретил Даде даже общаться с ним. Мнение Дады о том, что сербская политическая элита решает личные задачи, пользуясь гражданской войной, превратило её в нежелательного свидетеля.

### Смерть
Вечером 7 апреля 1994 Дада, возвращаясь домой, купила большой букет красных и жёлтых тюльпанов. Последний человек, с которым она разговаривала по телефону, в шутку заявил, что из-за всеобщей облавы и порицания больше никто не будет публиковать статьи Вуясинович. По поразительному совпадению он оказался прав: на следующее утро её обнаружили мёртвой с огнестрельным ранением в груди. Рядом лежало охотничье ружьё. Официально прокуратура Югославии заявила, что причиной смерти стало самоубийство, однако вся общественность в наше время считает, что прокуратура скрыла правду: в течение 18 часов после обнаружения трупа ни полиция, ни официальные власти не объявили о ходе расследования или предварительных результатах.
Владо Костич, эксперт-баллистик, в 2008 году заявил, что с высокой долей вероятности Даду кто-то застрелил. В дневниках Ратко Младича утверждается, что Даду мог застрелить бандит Горан Вукович, белградский криминальный авторитет. В конце концов, в январе 2009 года дело о смерти Дады Вуясинович было снова открыто Белградской окружной прокуратурой, и началось предварительное расследование. В апреле 2011 года республиканский прокурор Загорка Доловац объявила о том, что пройдёт перепроверка всех уголовных дел, поскольку прокуратура допустила ряд нарушений при проведении следствия, в том числе и в деле о гибели Славко Чурувии, а в январе 2013 года к этим материалам подключили и материалы дела о смерти Милана Пантича.

## Память
В 1995 году в Торонто была опубликована книга «Свидетельства из опозоренной страны» (серб. Svedočenja iz obeščašćene zemlje), в которой были собраны все статьи Дады Вуясинович. Они также фигурировали в качестве письменных доказательств на процессах Гаагского трибунала.